# Isola, Mississippi
Isola, Mississippi (енгл. Isola) град је у америчкој савезној држави Мисисипи.

## Демографија
По попису из 2010. године број становника је 713, што је 55 (-7,2%) становника мање него 2000. године.
| Група             | 2000.       | 2010.       |
| Белци             | 248 (32,3%) | 127 (17,8%) |
| Афроамериканци    | 489 (63,7%) | 576 (80,8%) |
| Азијати           | 0 (0,0%)    | 2 (0,3%)    |
| Хиспаноамериканци | 24 (3,1%)   | 12 (1,7%)   |
| Укупно            | 768         | 713         |